# KANA (ダンストリートモデル)
KANA（カナ、2001年11月11日 - ）は日本のモデル・歌手。血液型はB型。千葉県出身。所属事務所は株式会社ディーエスケイ。ディーエスケイが運営しているサイトDANSTREETのモデルを務めている。

## 略歴
DSKとアパレルブランドEARTHMAGICのコラボ企画として生まれた初代EM❤DOLLや、DSK×BAPE×皇帝心仙人のメンバーだった。ダンスのコンテストにも挑戦し、birthday2013予選3回戦 9位通過、KIDS ✩WOLD STREET DANCE CONTEST V0L.2、birthday2012予選1回戦 7位通過など、様々な経歴がある。韓国アイドルグループApinkの“チュ〜”ダンスにRio・CANNAと共に挑戦。得意なダンスのジャンルはHIPHOPとアニメーションで、レッスンは週3くらいで通っていた。DANSTREETではファッションコーデなども披露。さらに、撮影の裏側を捉えたオフショット動画も公開されている。
芝居にも取り組んでおり、女優としての道も歩んでいる。
人気急上昇中の小中学生ユニット「TEENAGERS」としてYouTubeで動画を配信している。（メンバーKANA リーダー、NOA、NENE、KATY、RITA、EMMA）
「kananoa」としてYouTubeを配信している。(メンバーkana,noa)
現在はCUTIE STREETのメンバーとして活躍。

## 人物
Danstagramのインスタグラムランキングでは上位維持するなど、人気を誇っている。
趣味は絵を書く、ダンス。好きなタレントは山下智久、亀梨和也、きゃりーぱみゅぱみゅ、杏。好きなアーティストは安室奈美恵。
長所は比較的明るいところ。映画やドラマは恋愛や青春系のストーリーが好みでよく見る。好きなブランドはスピンズ・WEGO・PINNAPで、スポーティーでボーイッシュな恰好が好み。憧れるダンサーはタイムマシーン。好きな食べ物はマグロと桃。色は青や緑といった男の子っぽい色が好き。--TEENAGERSインタビュー内容より引用。

## 出演

### 舞台
- 2014年3月 劇団TEAM-ODAC　第13回本公演　青山円形劇場　「真っ白な図面とタイムマシン」　梶山絢役 [14]
- 2014年7月 劇団TEAM-ODAC　第14回本公演 　紀伊國屋ホール　「ぶっ壊したい世界」　 鎌足香苗(幼少時代)役
- 2014年11月 劇団TEAM-ODAC　第15回本公演　草月ホール　「僕らの深夜高」 　東条しずく役[15]

### ラジオ
- TOKYO DANCE PARK FM897 土曜日12:00-14:00 DJ：MC RYU[16]
- 2018年2月3日　舞浜アンフィシアター　THE VERY BEST OF howtofly 10th ANNIVERSARY[17]
- ストモ☆ザ・オーディションにモデルとして出演　2015.04.01[18]

## 受賞

### コンテスト経歴
- 美浜KIDS DANCE CARNIVAL 第9回 優秀賞[19]
- clubYEG Danspark 2012 3位
- キッズダンスフェスティバルコンテスト2位
- clubYEG Danspark 2011 優勝
- sunnysmile 2011 予選2位通過
- TIMEボカン vol.6  特別賞
- birthday2011予選1回戦 4位通過
- ViVit SQUARE 第3回キッズダンスコンテスト優勝